# Jozef Leikert
Jozef Leikert (* 22. října 1955 Zlaté Moravce) je slovenský básník, vysokoškolský pedagog, historik a spisovatel literatury faktu. Získal několik literárních cen doma a v zahraničí včetně Ceny E. E. Kische a také je nositelem Krameriovy ceny. Je laureátem Ceny Slovenského centra PEN 2020 za rok 2020 za knihu Mňačko a Izrael. Je předsedou Klubu spisovatelů literatury faktu a členem PEN-klubu.

## Život

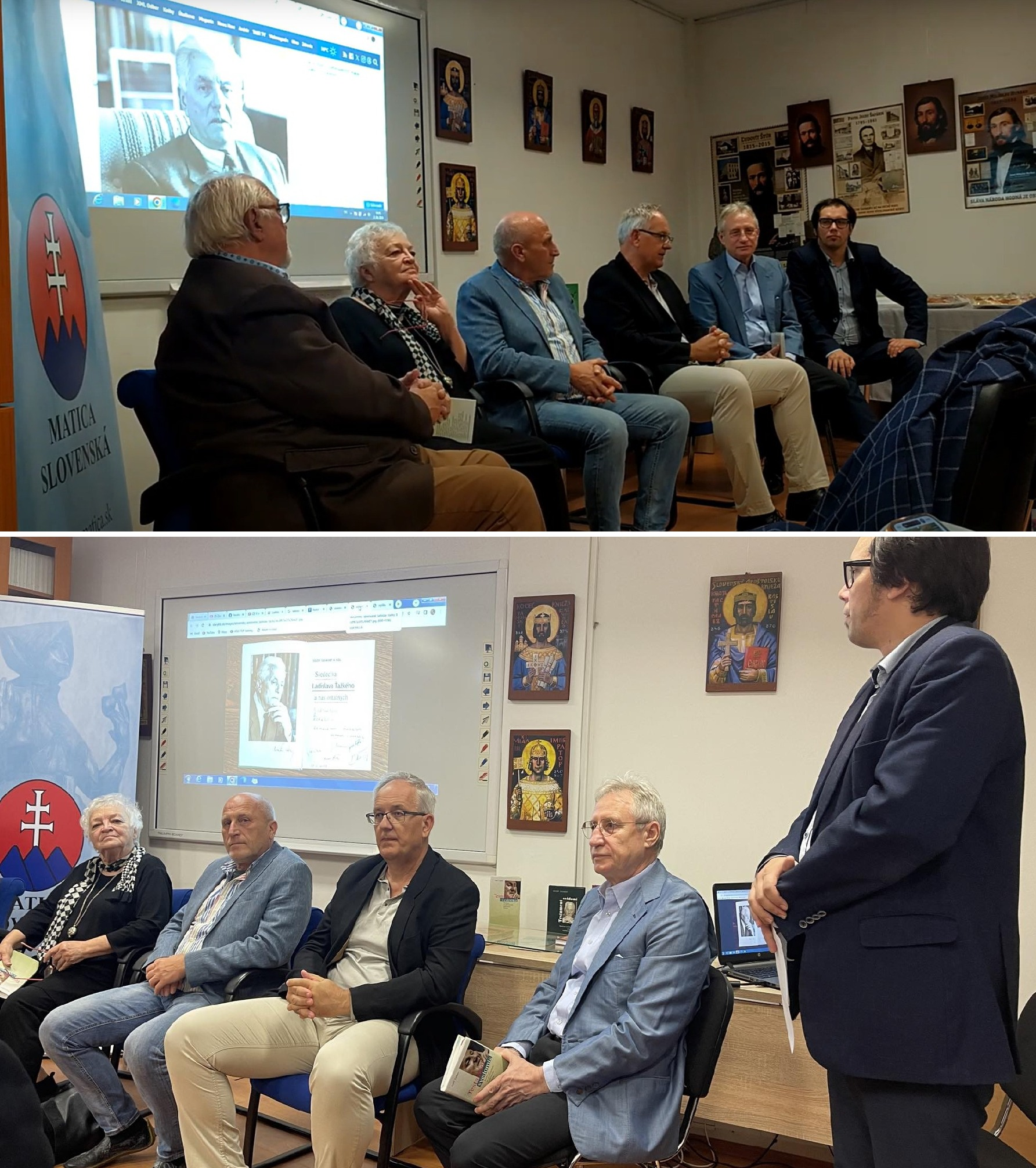
Sté výročí narození spisovatele a čestného předsedy Spolku slovenských spisovatelů Ladislava Ťažkého v Matici slovenské pořádané se Spolkem slovenských spisovatelů, zleva Peter Rašla, Ida Rapaičová, Gabriel Rehák, Peter Ťažký, Jozef Leikert, Lukáš Perný

Vystudoval Filozofickou fakultu Univerzity Komenského v Bratislavě a posléze pracoval jako redaktor několika časopisů, mimo jiné i jako šéfredaktor Gama magazínu. 
Od roku 1997 působil na Historickém ústavu Slovenské akademie věd a byl i mluvčím a později osobním poradcem prezidenta Slovenské republiky. 
Působil jako vedoucí Katedry kulturologie Filozofické fakulty Univerzity Konstantina Filozofa v Nitře a jako historik v Historickém ústavu SAV. Během působení na Katedře kulturologie FF UKF v Nitře založil (v roce 2013) speciální Galerii na schodech, kde od jejího založení vystavovali významní slovenští i čeští výtvarníci a fotografové jako Karol Kállay, Jaroslav Uhel, František Ringo Čech a další.
V roce 2005 vznikla v Nitře Kulturologická společnost a od roku 2005 zavedl pravidelné oceňování osobností kultury Cenou Pavla Strausse (navrhují studenti a pedagogové Katedry kulturologie Filozofické fakulty Univerzity Konstantina Filozofa v Nitře i členové Kulturologické společnosti.

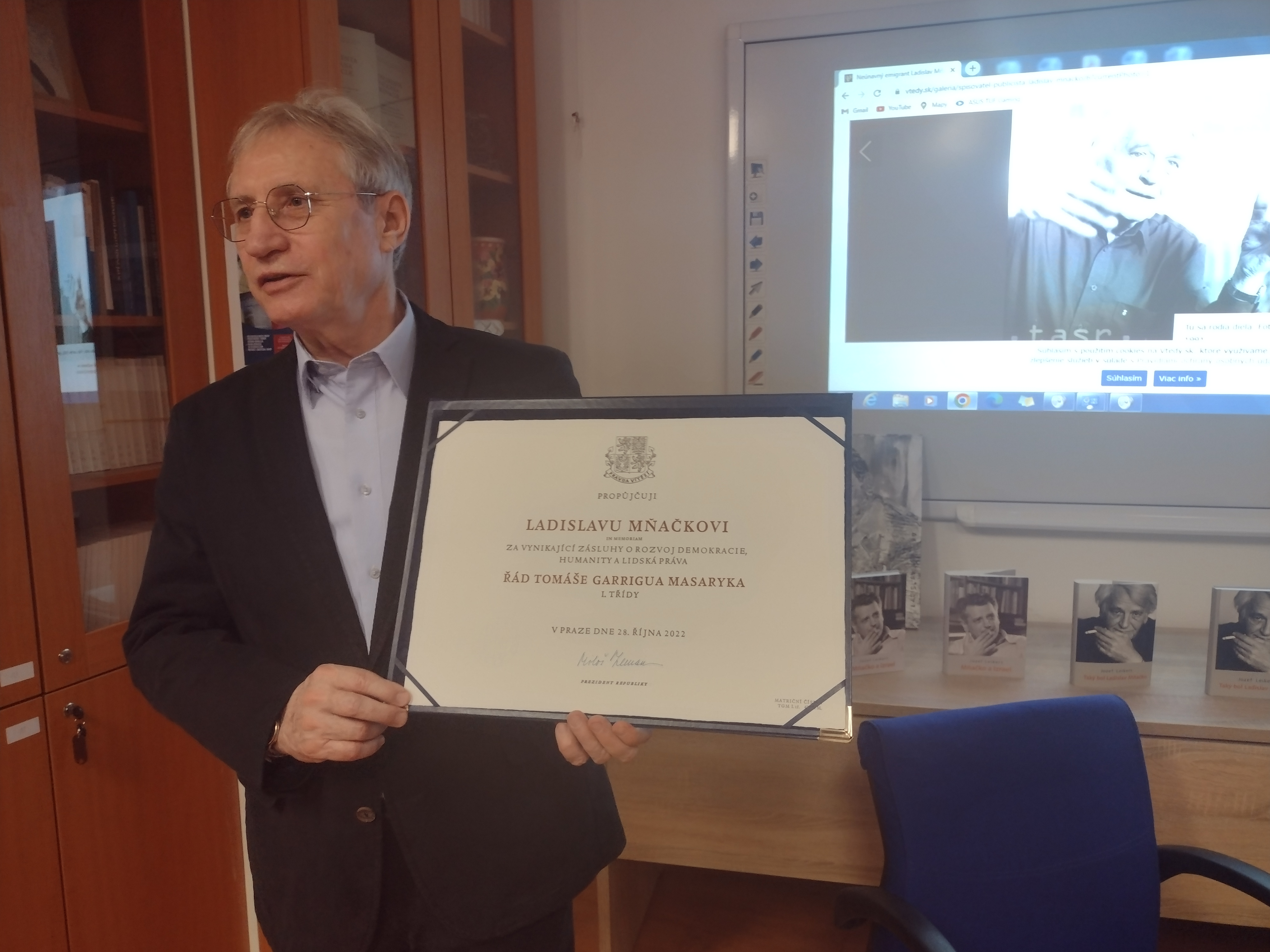
Spisovatel a kulturolog Jozef Leikert na akci k výročí Ladislava Mňačka se státním vyznamenáním pro Ladislava Mňačka od českého prezidenta Miloše Zemana

Působil jako také jako děkan Fakulty masmédií Panevropské vysoké školy v Bratislavě.

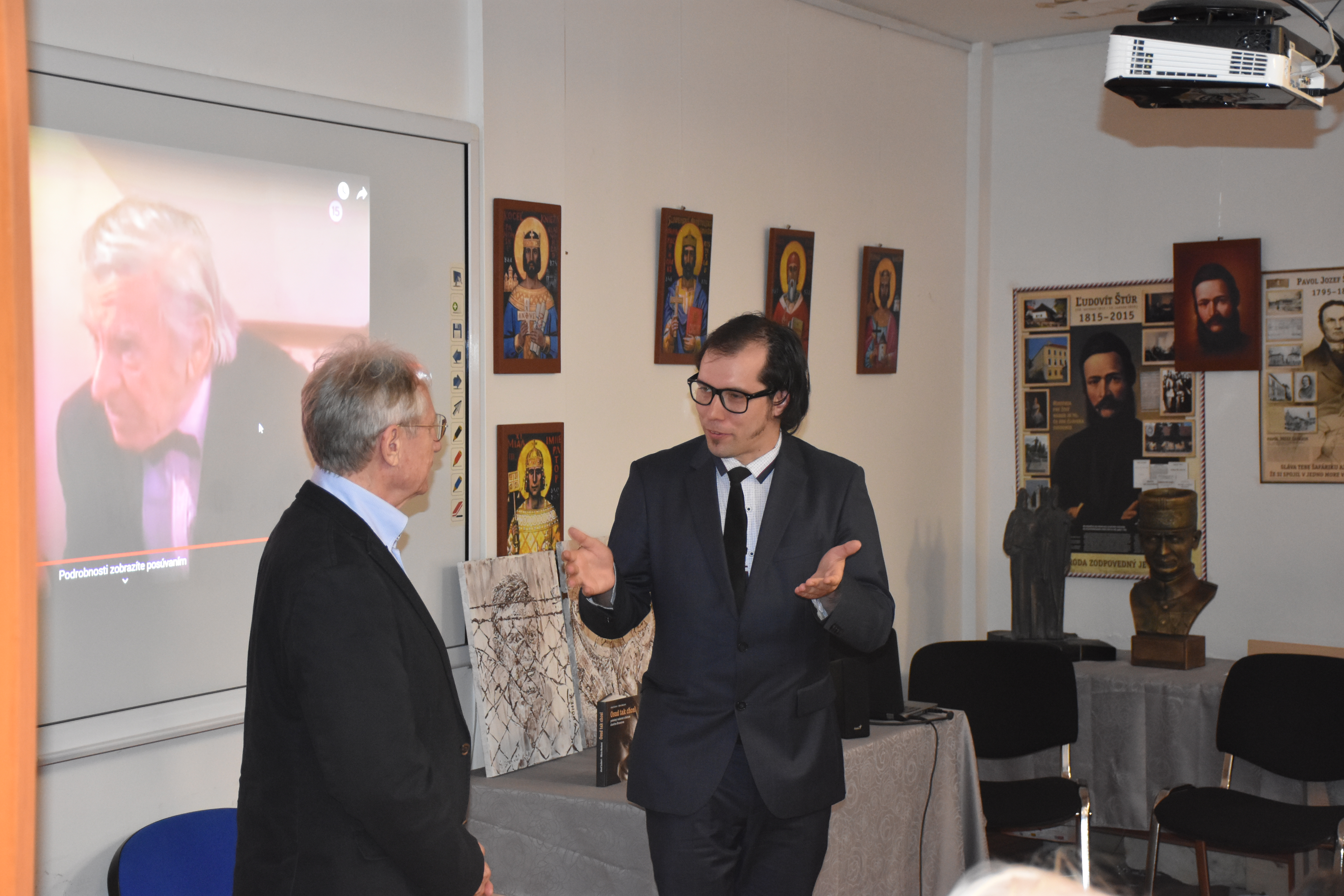
Na akci Matice slovenské ke storočnici Jozefa Kronera

Kromě toho byl předsedou Asociace organizací spisovatelů Slovenska, je členem Spolku slovenských spisovatelů a Matice slovenské, se kterou pravidelně spolupracuje na kulturních a osvětových akcích.
Je editorem a spoluautorem několika odborných knih.
Je autorem knižních rozhovorů s významnými osobnostmi Slovenska jako Ladislav Tažký, Ladislav Mňačko, Josef Kroner, František Kele, Jaroslav Siman a dalších. 
Je autorem knih, které systematicky zpracovaly události 17. listopadu 1939 a osudy osobností spojené s tímto tragickým datem; je autorem knih o životě a díle osobností jako Roman Kaliský, Vavro Šrobár, T. G. Masaryk, Ladislav Mňačko, Marek Frauwirth a také je autorem encyklopedií o osobnostech Slovenska.
Působí také jako předseda Klubu spisovatelů literatury faktu na Slovensku, která uděluje prestižní ocenění Cena Vojtěcha Zamarovského.

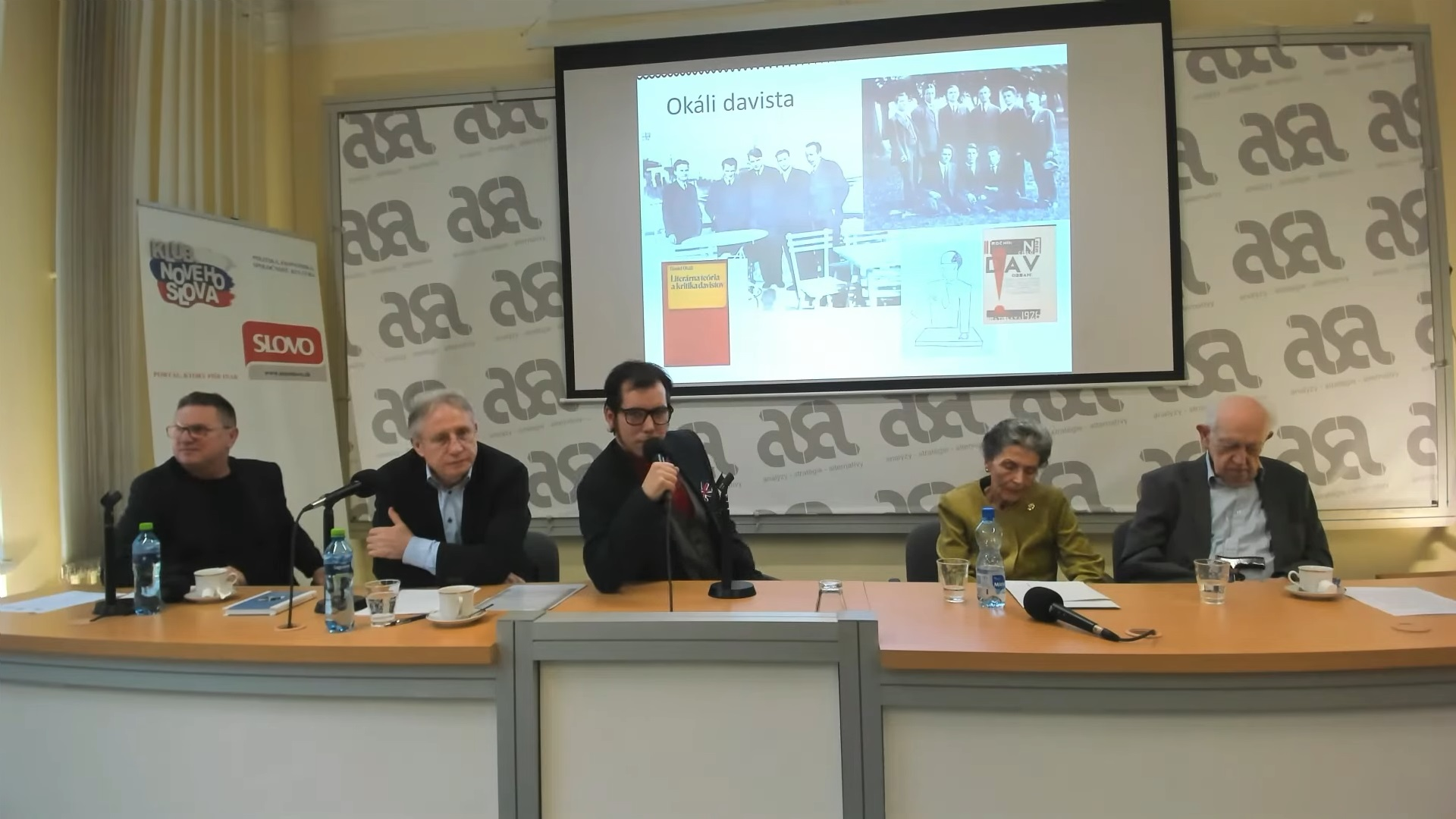
Martin Muránsky, Jozef Leikert, Lukáš Perný, Jana Schillerová-Horváthová a Ivan Okáli na 120. výročí Daniela Okáliho, Institut ASA, Bratislava, 2013

V roce 2023 uspořádala Matice slovenská a Spolek slovenských spisovatelů společnou akci, která byla věnována autorově tvorbě a dílu a na které vystoupil společně se svým kolegou kulturologem Dalimírem Hajkem. Návazně se v roce 2024 stal čestným předsedou Kulturologicko-filosofického oboru Matice slovenské a obdržel také Cenu Matice slovenské za přínos slovenské literatuře. S Matici slovenskou spoluorganizoval akce k životním jubileím osobností Ladislava Mňačka, Ladislava Tažkého, Romana Kaliského, Daniela Okáliho, Vladimíra Mináče a Jozefa Kronera.

## Dílo

### Poezie
- Potichu (1995)
- Odstrihnuté zvony (1997)
- Pokosená hlina (1999)
- Šepot krokov (2000)
- Iz Dubine Trave Neba – Z hlbokej trávy neba (2006)
- Dotyky duše (2006)
- Nahá tvár (2001)
- Zámlky (2001)
- Pominuteľnosť (2008)
- Dvojdlaň (2014)
- Zláskavenie I. + II. (2014)
- Dotyky duše (2015)
- Osmičky galaxie (2016)
- Vrásky mesta / Wrinkles of a city / Die Falten einer Stadt (2016)
- Letokruhy očí (2017)